# Philibert Aspairt
Philibert Aspairt (Salmeranges, 13 aprile 1732 – Parigi, scomparso il 3 novembre 1793) è stato un portinaio francese dell'ospedale di Val-de-Grâce, durante il periodo della Rivoluzione francese.

## Biografia

### La morte
Morì nelle catacombe di Parigi, dopo esservi entrato attraverso una scala posta nel cortile dell'ospedale stesso. I motivi di tale gesto sono tuttora sconosciuti. Il suo cadavere fu ritrovato soltanto undici anni dopo, nel 1804, e fu tumulato nel luogo del suo ritrovamento, prima che potesse essere fatta una perizia per accertarne le cause del decesso. Fu riconosciuto grazie alle chiavi dell'ospedale appese alla cintura che indossava.
La sua tomba è tuttora nella zona interdetta al pubblico delle catacombe di Parigi, sotto la rue Henri Barbusse, vicino al boulevard Saint-Michel.

## Documenti

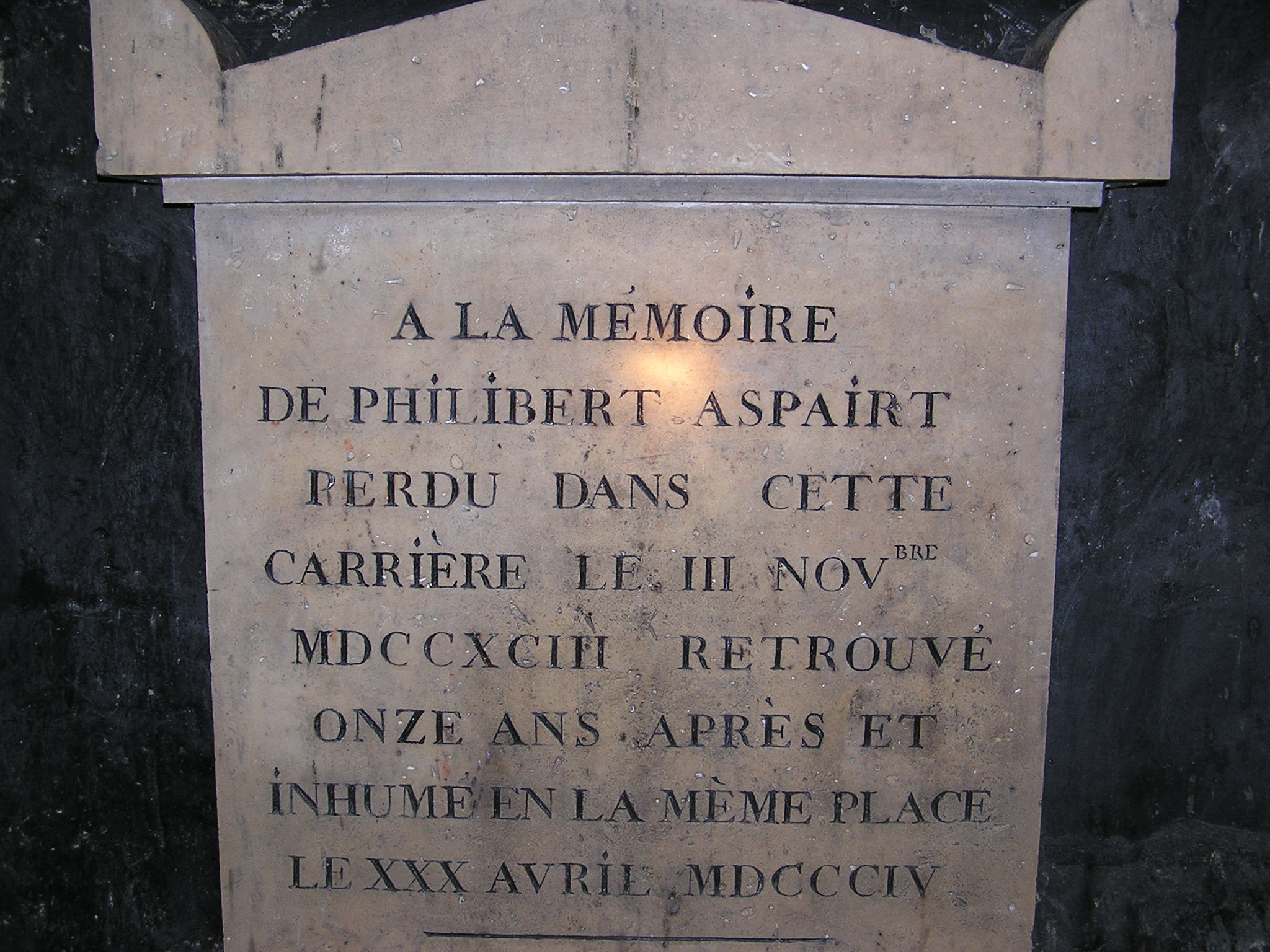
Tomba di Philibert Aspairt

Sulla lapide della sua tomba giace la seguente iscrizione:
À LA MÉMOIRE DE PHILIBERT ASPAIRT PERDU DANS CETTE CARRIÈRE LE III NOVEMBRE MDCCXCIII RETROUVÈ ONZE ANS APRÈS ET INHUME EN LA MÊME PLACE LE XXX AVRIL MDCCCIV.
Traduzione italiana:
IN MEMORIA DI PHILIBERT ASPAIRT, DISPERSO IN QUESTI CUNICOLI IL 3 NOVEMBRE 1793; RITROVATO UNDICI ANNI DOPO E TUMULATO NELLO STESSO POSTO IL 30 APRILE 1804.

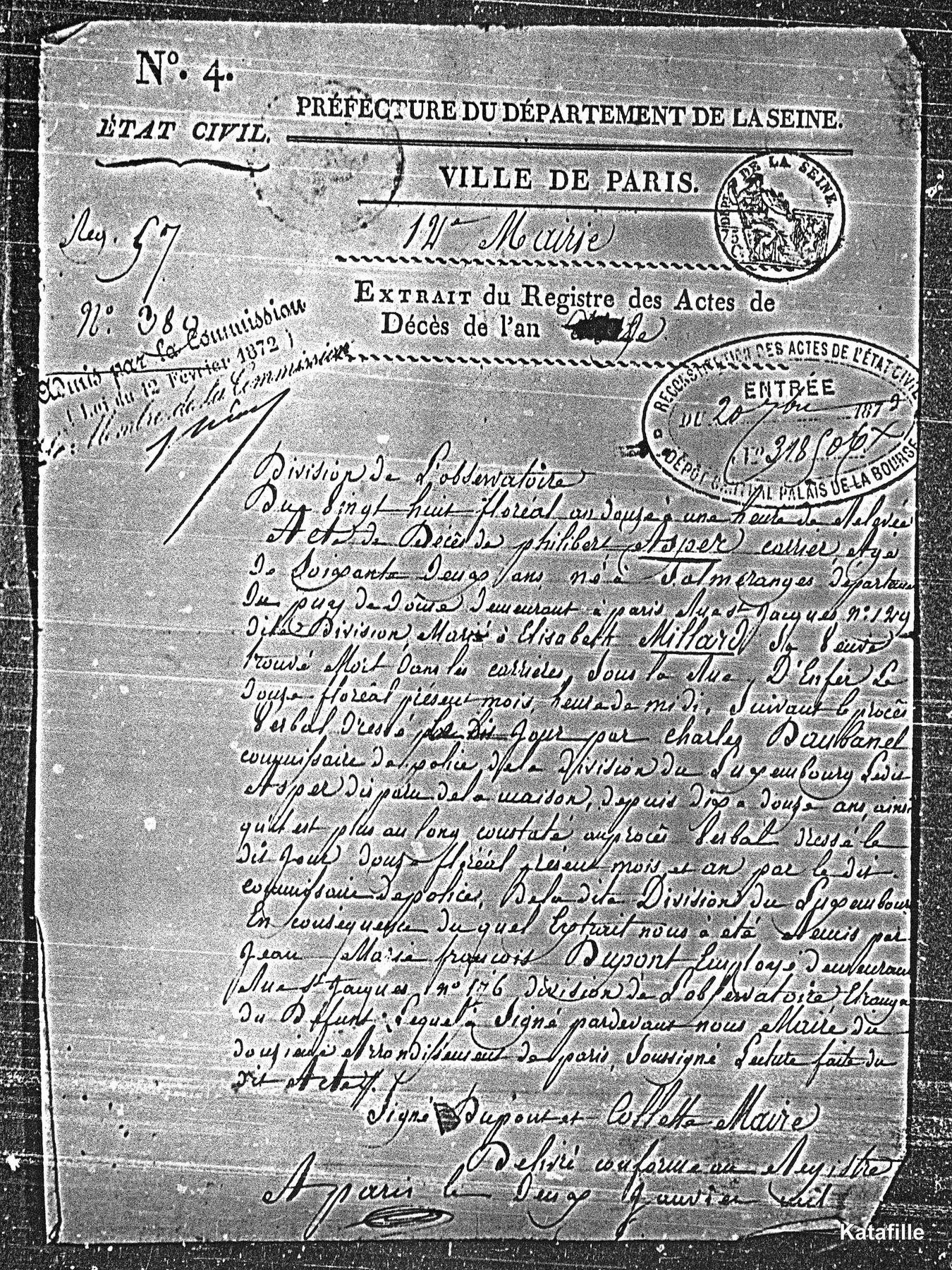
Certificato di morte di Philibert Asper

L'archivio di Ravel-Salmerange nel dipartimento di Puy-de-Dôme  contiene il certificato di morte di Philiber Asper, nato il 13 Aprile 1732. L'archivio digitale della città di Parigi contiene un certificato di morte a nome di Philibert Asper datato 2 Maggio 1804. Il referto presenta tale testo:
« Division de l’observatoire
Du vingt huit floréal an douze(18/05/1804) à une heure de relevée Acte de décès de Philibert Asper, carrier âgé de soixante deux ans, né à Salmeranges, Département du Puy de Dôme demeurant à Paris Rue St Jacques no 129 dite division, marié à Elisabeth Millard sa veuve, trouvé mort dans les carrières, sous la Rue d’Enfer, le douze floréal présent mois(02/05/1804), heure de midi, suivant le procès verbal dressé le dit jour par Charles Daubanel commissaire de police de la division du Luxembourg, ledit Asper disparu de la maison depuis dix à douze ans ainsi qu’il est plus au long constaté au procès verbal dressé le dit jour douze floréal présent mois et an par le dit commissaire de police, de la dite division du Luxembourg En conséquence duquel extrait nous a été remis par Jean Marie François Dupont, employé demeurant Rue St Jacques no 176, division de l’observatoire, étranger du défunt, lequel a signé pardevant nous Maire du douzième arrondissement de Paris, soussigné lecture faite du xx acte. Signé Dupont et Collette Maire Délivré conforme au registre
À Paris le deux janvier mil1 »
Traduzione italiana:
Estratto del registro degli atti di morte dell'anno XXX
Divisione dell'osservatorio
28º Floreale, anno 12, ore 1:00

Atto di decesso di Philibert Asper, sessantadue anni, nato a Salmeranges nel Dipartimento di Puy de Dôme e residente a Parigi in Rue St. Jacques al civico 129, sposato con Elisabeth Millard lasciata vedova, trovato morto nei cunicoli sotto Rue d'Enfer, il 12º Floreale del presente mese, a mezzogiorno, . Asper sparì da casa sua da dieci a dodici anni come riportato dal commissario. Sulla base del verbale scritto dall'agente di polizia della divisione lussemburghese Charles Daubanel in data odierna, Asper era scomparso da casa sua da dieci o dodici anni. L'estratto ci è stato fornito da Jean Marie François Dupont, dipendente residente in Rue St Jacques 176, divisione dell'osservatorio, non conosciuto dal defunto, che prima di noi del dodicesimo distretto di Parigi, sottoscrisse la lettura del ventesimo atto.
Firmato Dupont e Collette Maire
consegnato al registro
a Parigi il due gennaio mille xxx.

Ci sono molte incongruenze tra i diversi documenti legati al caso: un errore d'ortografia nel suo cognome, diverse date (la tomba indica che è stato seppellito il 30 Aprile 1804, mentre il certificato di morte sostiene che avvenne in data 8 Maggio 1804), e la sua professione (Philibert era descritto sia come portinaio al Val-de-Grâce e come minatore).  È comune col passare del tempo che lo spelling dei cognomi cambi. Le differenze nelle date di nascita avvengono per errori nella conversione le date tradizionali in quelle dei calendari repubblicani. Si pensa che Aspairt possa essere stato un minatore prima di diventare portinaio all'ospedale.

## Nella cultura di massa
- La storia di Philibert Aspairt è stata citata da Edgar P. Jacobs nel suo lavoro The Necklace Affair, un libro comico facente parte della serie di fumetti Blake e Mortimer.
- Il videogioco del 2014 Assassin's Creed Unity fa riferimento ad Aspairt come parte delle missioni riguardanti gli omicidi misteriosi.